# 鹽水蜂炮
鹽水烽炮，位於台南市鹽水區，由鹽水武廟主辦，所謂烽炮是指許多沖天炮組成的大型發炮台（狀如多管火箭炮組合），點燃時萬炮齊發，會發出鳴聲，稱「蜂炮」。鹽水烽炮享有「北天燈、南烽炮」的美名，是台湾獨特的民間傳統民俗活動，於2013年入選台湾內政部「臺灣宗教百景」，並經交通部觀光局獲選2015年至2019年「台灣觀光年曆」 「台灣慶元宵─鹽水烽炮」國際級民俗活動，充分顯示烽炮體驗文化的在地性與國際性。
放蜂炮有其民俗意涵，其中的犁炮(採炮)儀式是具神聖信，是不能被抹滅的，施放出的鞭炮應當敬獻給神轎內的神明，而非百姓以娛樂性質的角度去享受炮火洗禮。

## 沿革
鹽水區靠近海，多住以討海為生的漁民，一些移民來自福建沿海，蜂炮的活動耆老推測起於清，光緒11年（1885年），當時瘟疫流行，居民基於民間習俗，向當地的「山西夫子」（關公）祈求平安，並依請示結果舉辦遶境活動，由武廟周倉爺做開路先鋒官，關聖帝君殿後，一路燃放炮竹繞境，遶境結束後，鹽水疫情就此消退，民眾感念神恩，每年元宵節沿襲成例，演變為今日赫赫有名之蜂炮盛會。
2000年前後，鹽水蜂炮已成為政府規劃的大型活動，並配合歷史和觀光將古時的街道復原，2006年台南縣政府就將鹽水區的三福路設成古炮街，串聯街上的商家用古法製作鞭炮，如竹捲炮、單管復古式煙火等。於2007年更以長達“13公里”的連珠炮火龍傳奇，希望挑戰新的金氏世界紀錄，但因同時點燃5條路線，且途中鞭炮熄滅1次，致使難以認定長度，因而無法如願創紀錄。
2010年臺南縣市合併改制直轄市後，除了蜂炮外，鹽水亦同步舉辦月津港燈節，使得蜂炮與燈節成為鹽水特色。
2021年因應2019冠狀病毒病臺灣疫情影響，原先宣佈停辦一屆，但隨著疫情的趨緩，卻一度引發地方民眾不滿，紛紛湧入市長黃偉哲的臉書寫下「還我鹽水蜂炮」等留言。最後經市府與武廟協商後，決議恢復辦理，但為了兼顧防疫措施而縮小規模，取消原本的遶境活動與主炮城施放，將已組裝完成的民間炮城集中至武廟廟前廣場施放，並且不開放民眾入場，並擴大管制區，以武廟廣場半徑250公尺管制。

## 製作
1974年，鹽水武廟，有感於外地人對「鹽水」的陌生，藉由特殊的蜂炮活動來打響鹽水名號的想法。於當年的布街（三福路），以集資方式打造了史上第一座城門造型的蜂巢組合式炮城，為蜂炮城的鼻祖。

蜂炮基本的作法是以木條釘製大型支架，可從2台尺到20台尺高，再將沖天炮排滿在木架上，可從幾千支到一萬幾千支沖天炮不等，接著將沖天炮的炮心連接起來，組成了炮台（或稱炮城），再加以外觀裝飾，黏貼色紙，組成人形、動物型等。其後隨科技進步，運用馬達推動炮城上升（避免儲放空間不足）、電子引信點火、LED與雷射結合等，讓人嘖嘖稱奇、驚呼連連。同時炮城外框、架構也改用錏鋼、白鐵仔（不鏽鋼）以重複使用，並架上輪子方便移動。炮城的造型化於焉出現，隨主人與工匠的發想，創造造型奇特的炮城，展現商家主人的財力與創意。通常家族會動員家人一起製作蜂炮來參加活動。

## 活動路線
鹽水烽炮的路線由鹽水區上的鹽水武廟前開始，進行遶境全鹽水區的活動
。原本遶境活動為元宵節當日開始，為期一天，後因遶境時間過長而將鹽水區劃分為幾個區域，並安排為兩天的遶境行程，因此目前的鹽水蜂炮活動時間為農曆正月十四日上午八時開始，至隔日元宵節午夜過後方全部結束。在遶境活動當中，神轎抵達門前後，才會開始推出自家的炮台。主人拉開紅布，撕下炮台上｢恭祝 文衡聖帝 聖誕千秋 弟子某某某叩謝｣等字樣的紅紙，在神明面前與金紙共同焚燒祝禱後，便正式引燃自家的炮城，讓遶境神明點收蜂炮。

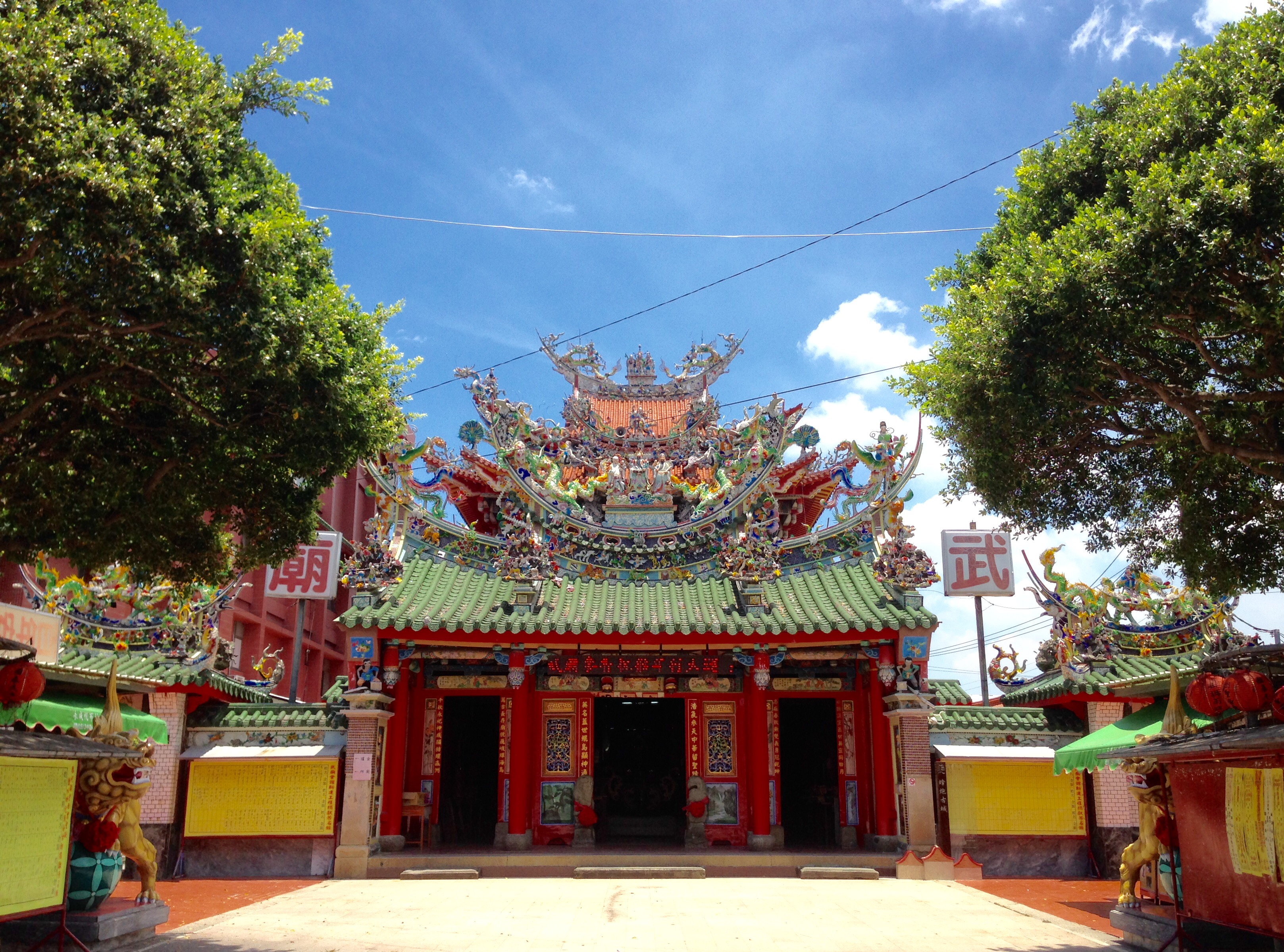
鹽水武廟

## 安全著裝
參加蜂炮活動的民眾應準備完整的保護裝備以免受傷，包括全罩式安全帽（頭）、圍巾或毛巾（脖子）、棉質或牛仔外套長褲、手套及平底鞋或運動鞋，切忌穿雨衣等可能融化或起火之衣物。將全身保護完畢後，再進入燃放煙火的地區，參加此炮聲隆隆、火光不斷的民俗慶典。由於有多年的遊客受傷經驗，近幾年已經禁止穿著雨衣等易燃的衣物，並在慶典之後規劃大型的垃圾清掃活動。2008年6月27日被指定為「台灣文化資產」之民俗類。
- 基本裝備:
  - 全罩式安全帽
  - 棉質外衣或夾克
  - 棉質牛仔長褲
  - 棉質（或真皮）手套
  - 棉質口罩
  - 棉質溼毛巾 貼在脖頸
  - 長筒運動（休閒）鞋

## 周邊活動

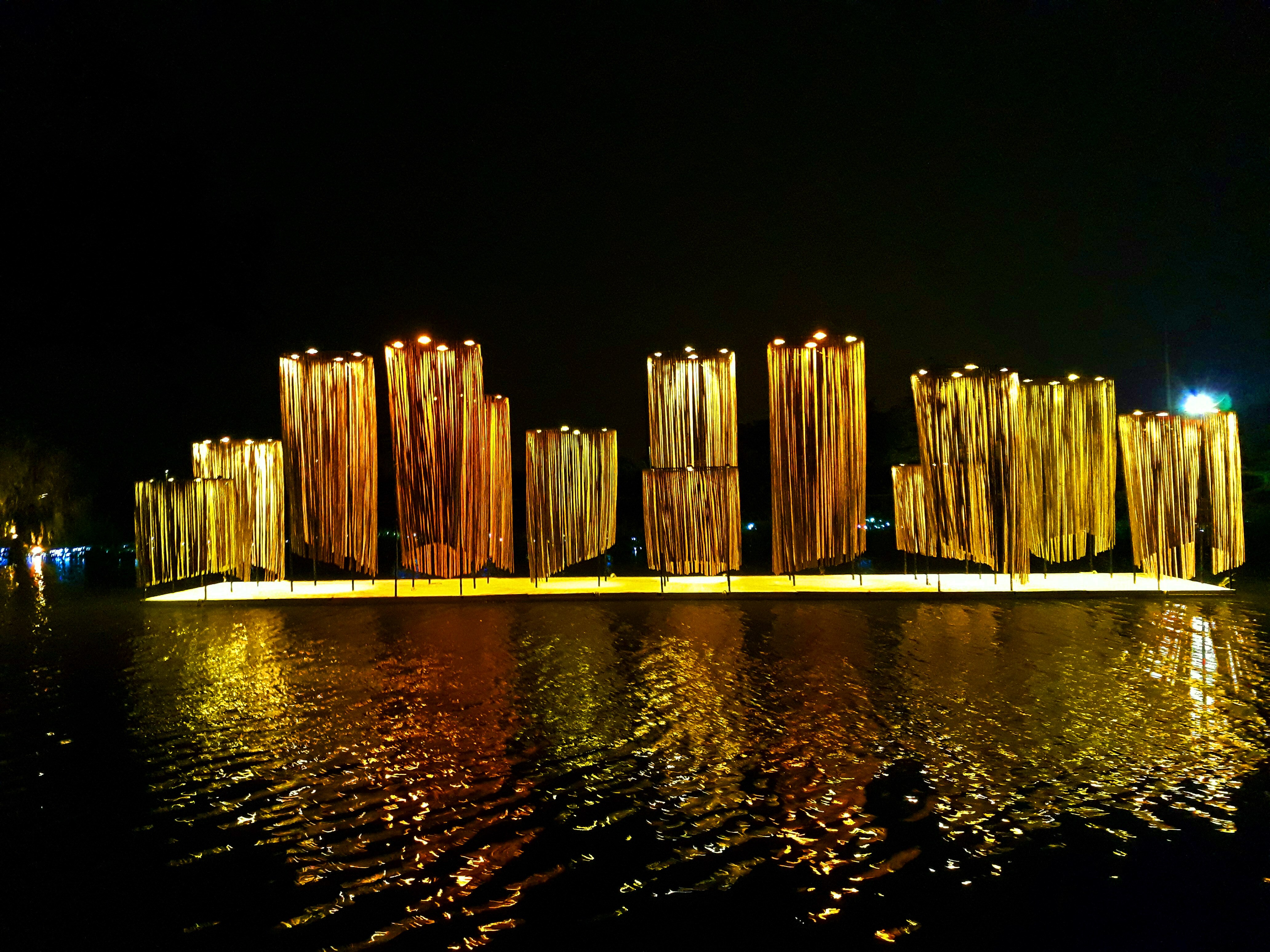
2018月津港燈節

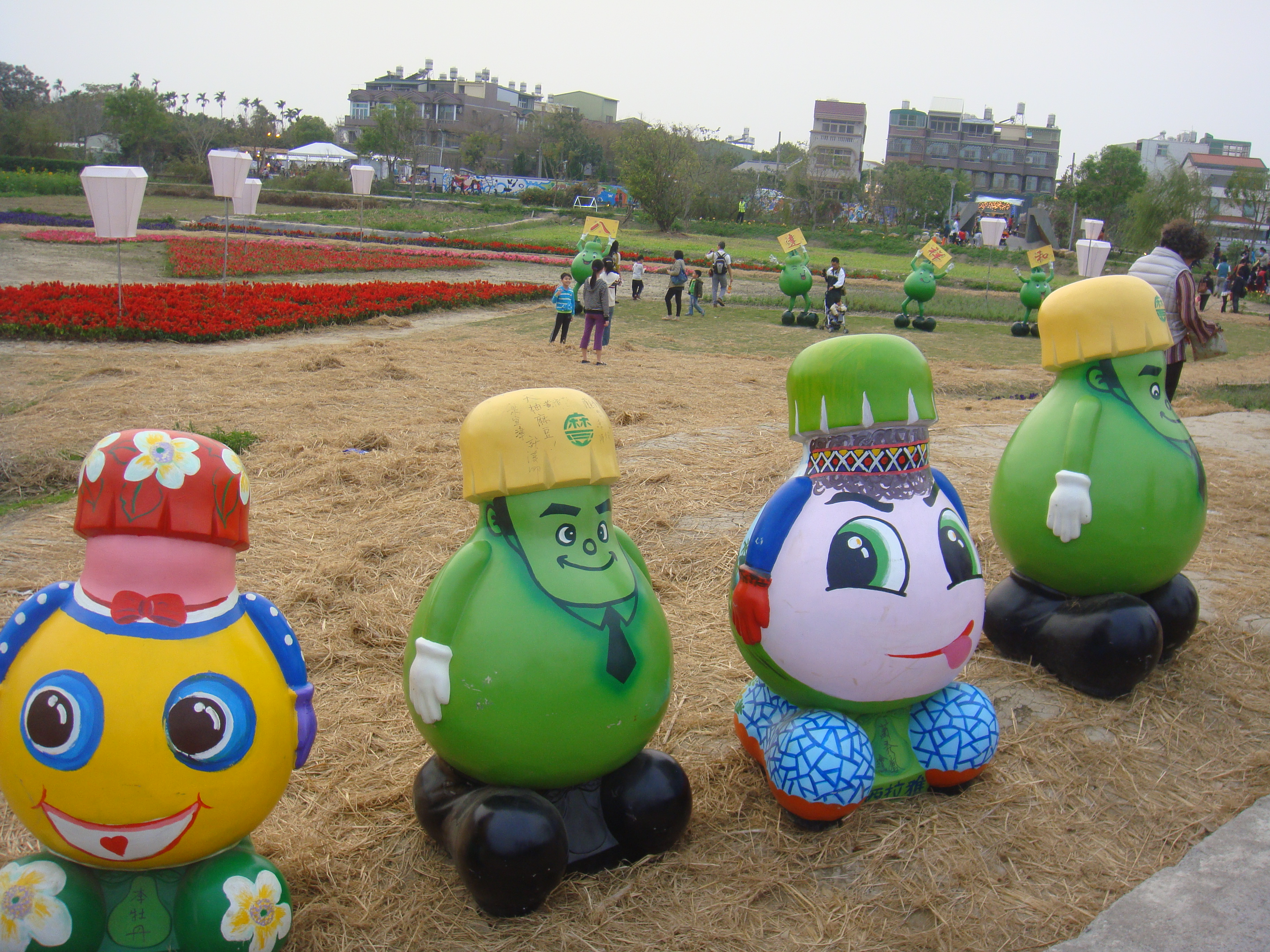
2015月津港燈節信義路旁花圃

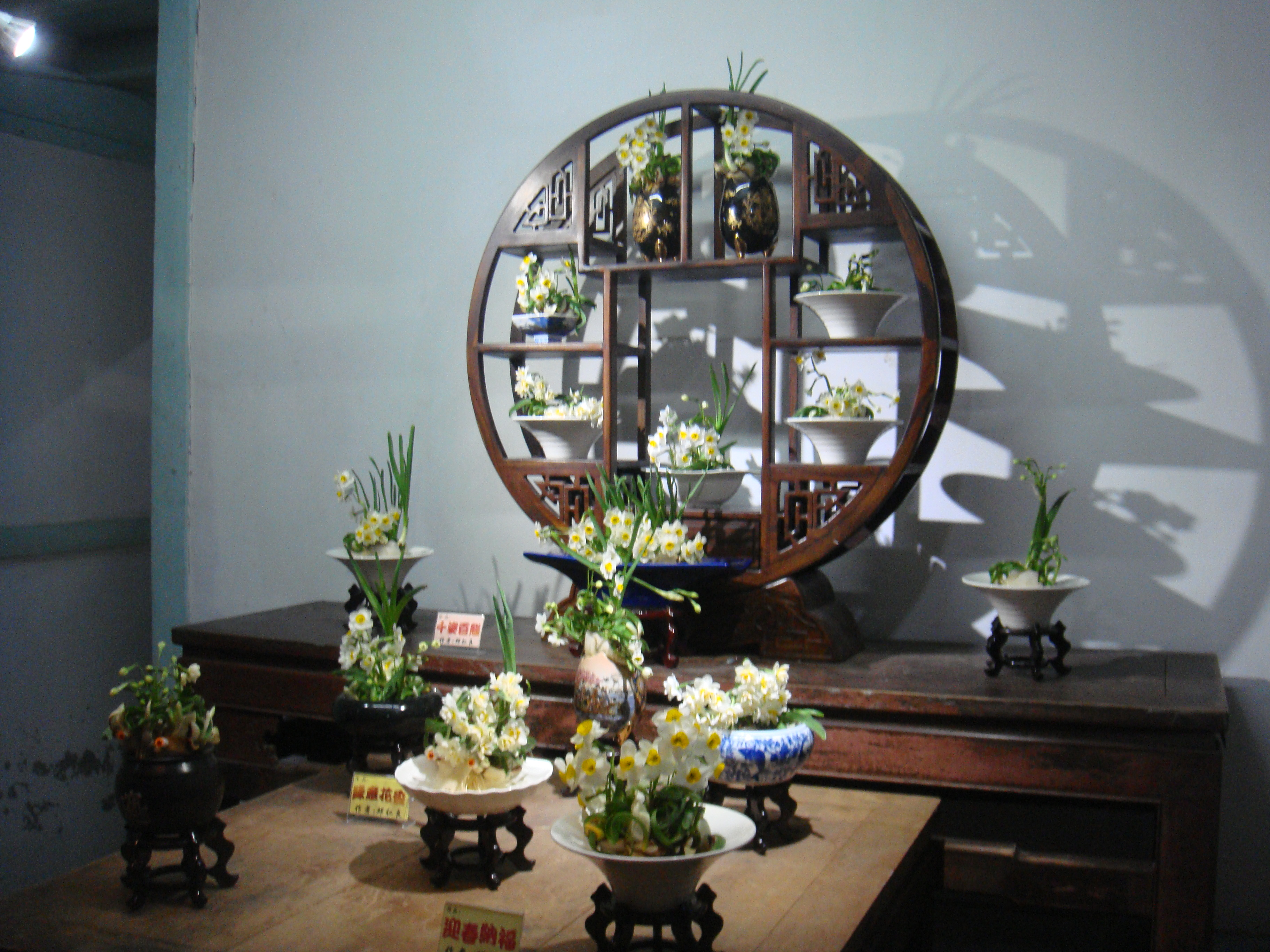
2016月津港燈節 橋南水仙展

月津港燈節：是由臺南市政府主辦，自2012年起於每年元宵節期間舉行之燈會活動，地點位於鹽水月津港水域。主要特色即是讓光之美與鹽水原貌風情互襯，營造與地景深深結合的藝術氣氛。
巷弄燈區：鹽水市區內有許多古色古香的巷弄，擁有許多特色。2010年月津港燈節期間，藝術家就在王爺巷內策劃了「王爺巷美術館」的展覽，開始了巷弄內燈區的展出，2012年還擴大至一銀巷、連成巷及修德拜亭等區，以懸掛燈籠或裝置巷弄燈節作品等方式展出，搭配牆上的詩詞燈箱及設置特別的藝術景點，漫步其中，不但年節味十足，更充滿懷舊的風情，算是燈節的一大秘境。
信義路花海：「月津繽紛花海」於鹽水區信義路兩側栽種各式花卉，點綴各色繽紛草花，為春節賞花、闔家出遊最佳去處。
橋南水仙展：由臺南市月津水仙花協會舉辦，每年以不同的主題，於橋南老街規劃「水仙花雕刻藝術創作展」，推廣在地傳統技藝水仙花雕刻藝術，希望提供遊客高品質的深度旅遊。
永成戲院藝文展：永成戲院於新春其間特別規劃一系列精彩活動，初一到初五下午安排各式藝文團體的表演；初一到初五晚上則播出台灣原創動畫電影，是遊客休憩與欣賞藝文演出的好地方。
八角樓創作花燈成果展：南榮科技大學配合月津港燈節活動，每年以創新、創意精神用不同的媒材共同創作不同元素的花燈及燈籠，成為了鹽水的地方燈會，並璀璨妝點鹽水最知名地標「八角樓」。

## 關於鹽水
曾經繁華一時的月津港，指的就是現今的鹽水區，「一府、二鹿、三艋舺、四月津」道出清朝時期的台灣重要商港。因港成鎮的鹽水，八掌溪與急水溪分別自北與南兩方流經鹽水，透過八掌溪，原為內陸港的鹽水區，可經由布袋通往台灣海峽，貿易的興盛為鹽水帶來了一段風光歲月，也造就的不少知名的貿易商，當時稱往來於台灣海峽兩岸之間從事貿易的商人為「郊商」。鹽水護庇宮為中心由「五郊七境」來維持鹽水港的治安，也證明當時月津港畔繁華一時的景象。不過百年來的沿海陸化及河道淤積嚴重，港口機能不再，商船航道變成地區排水系統，月津港經過行政院前瞻基礎建設計畫補助，目前正在重新規劃中，未來將大幅擴大月津港燈節的規模，提供更好的觀光環境給遊客。

## 外部連結
- 鹽水漫遊網<鹽水蜂炮精采影片及蜂炮路線>（页面存档备份，存于）
- 鹽水烽炮的Facebook專頁
- 台南鹽水武廟（页面存档备份，存于）
- 鹽水武廟的Facebook專頁
- 鹽水蜂炮 臺南市鹽水區公所（页面存档备份，存于）
- 鹽水烽炮——文化部文化資產局（页面存档备份，存于）

## 台灣相關元宵習俗
- 北天燈：

新北市平溪區的放天燈(孔明燈)活動。
- 南蜂炮：

即是鹽水蜂炮
- 東玄壇：

台東縣與台東市的炸寒單爺活動。
- 中𪹚龍

苗栗𪹚龍
- 西乞龜

澎湖元宵節乞龜